# Pennywise (album)
Pennywise è un album dei Pennywise, gruppo skate punk, pubblicato il 22 ottobre 1991 da Epitaph Records. È il loro primo album studio completo. L'album esplora diversi temi, incluse idee su un mondo utopico nella traccia incoraggiante di apertura Wouldn't It Be Nice, e idee sulla vita di tutti i giorni in Living for Today e Waste of Time.

## Tracce
1. Wouldn't It Be Nice – 2:06
2. Rules – 1:25
3. The Secret – 3:33
4. Living for Today – 3:07
5. Come Out Fighting – 2:16
6. Homeless – 2:09
7. Open Door – 1:40
8. Pennywise – 1:37
9. Who's to Blame – 1:35
10. Fun and Games – 2:32
11. Kodiak – 1:46
12. Side One – 2:10
13. No Reason Why – 2:36
14. Bro Hymn – 3:00
15. Psycho 89 – 1:53

## Formazione
- Fletcher Dragge - chitarra e voce d'accompagnamento
- Jim Lindberg - voce
- Byron McMackin - batteria
- Jason Thirsk - basso e voce d'accompagnamento